# 1265 Schweikarda
1265 Schweikarda este un asteroid din centura principală, descoperit pe 18 octombrie 1911, de Franz Kaiser.